# Lại Văn Hoàn
Lại Văn Hoàn (sinh ngày 8 tháng 1 năm 1974) là chính trị gia nước Cộng hòa xã hội chủ nghĩa Việt Nam. Ông hiện là Tỉnh ủy viên, Phó Chủ tịch Ủy ban nhân dân tỉnh Thái Bình, Đại biểu Quốc hội khóa XV từ Thái Bình, Ủy viên Ủy ban Kinh tế của Quốc hội. Ông từng là Bí thư Huyện ủy Tiền Hải; Ủy viên Ban Cán sự Đảng Ủy ban, Chánh Văn phòng Ủy ban nhân dân tỉnh Thái Bình.
Lại Văn Hoàn là đảng viên Đảng Cộng sản Việt Nam, học vị Kỹ sư Đường bộ, Cử nhân Kinh tế, Cao cấp lý luận chính trị. Ông có sự nghiệp hơn 20 năm công tác trong ngành giao thông vận tải, và đều công tác ở quê nhà Thái Bình.

## Xuất thân và giáo dục
Lại Văn Hoàn sinh ngày 8 tháng 1 năm 1974 tại xã Tân Hòa, huyện Vũ Thư, tỉnh Thái Bình. Ông lớn lên và tốt nghiệp phổ thông 12/12 ở Vũ Thư, lên thủ đô Hà Nội học đại học và tốt nghiệp với 2 bằng đại học là Kỹ sư Đường bộ và Cử nhân Kinh tế. Ông được kết nạp Đảng Cộng sản Việt Nam vào ngày 30 tháng 1 năm 1997, là đảng viên chính thức sau đó 1 năm, từng tham gia khóa học chính trị và có trình độ Cao cấp lý luận chính trị tại Học viện Chính trị Quốc gia Hồ Chí Minh. Hiện ông thường trú ở phường Trần Hưng Đạo, thành phố Thái Bình.

## Sự nghiệp
Tháng 6 năm 1995, sau khi tốt nghiệp đại học ở Hà Nội, Lại Văn Hoàn trở lại Thái Bình, được Công ty Quản lý đường bộ Thái Bình – một doanh nghiệp nhà nước thuộc Sở Giao thông Vận tải tỉnh – nhận vào làm, bắt đầu ở vị trí cán bộ doanh nghiệp. Ông làm việc ở công ty này trong 7 năm, cho đến đầu năm 2002 thì được nâng ngạch lên công chức, bổ nhiệm làm Chuyên viên của Phòng Kế hoạch kỹ thuật tổng hợp thuộc Sở Giao thông vận tải Thái Bình. Sau đó 2 năm, ông được thăng chức làm Phó Trưởng phòng Kế hoạch kỹ thuật tổng hợp, giữ chức trong hơn 1 tháng thì được điều sang Ban Quản lý dự án giao thông nông thôn Thái Bình làm Phó Giám đốc, và rồi thăng chức Giám đốc vào từ tháng 9 năm 2009. Vào tháng 10 năm 2013, Lại Văn Hoàn được bổ nhiệm làm Phó Giám đốc Sở Giao thông vận tải Thái Bình, vẫn kiêm nhiệm là Giám đốc Ban Quản lý dự án giao thông nông thôn Thái Bình, và là Phó Bí thư Đảng ủy Sở từ tháng 3 năm 2015. Sang tháng 4 năm 2016, ông được chỉ định vào Ban Cán sự Đảng Ủy ban nhân dân tỉnh Thái Bình, giữ chức Bí thư Đảng ủy, Chánh Văn phòng Ủy ban nhân dân tỉnh. Cuối năm 2018, ông được điều về huyện Tiền Hải, nhậm chức Bí thư Huyện ủy Tiền Hải, được bầu bổ sung vào Ban Chấp hành Đảng bộ tỉnh Thái Bình từ tháng 7 năm 2019.
Tháng 10 năm 2020, tại Đại hội Đảng bộ tỉnh Thái Bình lần thứ XX nhiệm kỳ 2020–2025, Lại Văn Hoàn tái đắc cử Tỉnh ủy viên, rồi sau đó miễn nhiệm ở Tiền Hải, được bầu làm Phó Chủ tịch Ủy ban nhân dân tỉnh Thái Bình. Đầu năm 2021, ông tham gia ứng cử đại biểu quốc hội từ Thái Bình, bầu cử ở đơn vị bầu cử số 3 gồm thành phố Thái Bình, huyện Kiến Xương, Tiền Hải, rồi trúng cử Đại biểu Quốc hội khóa XV với tỷ lệ 84,72%, được phân công làm Ủy viên Ủy ban Kinh tế của Quốc hội.